# Nothnegal
Nothnegal ist eine maledivische Melodic-Death-Metal-Band aus Malé, die im Jahr 2006 gegründet wurde.

## Geschichte
Die Band wurde im Jahr 2006 von Gitarrist Hilarl und Gitarrist und Sänger Fufu gegründet, nachdem sie ihre vorherige Band Mortuary verlassen hatten. Die Cousins probierten verschiedene Besetzungen in der Band aus, bis im Jahr 2009 die erste EP Antidote of Realism über das Internet veröffentlicht wurde. Produziert wurde die EP von dem Finnen Anssi Kippo. Im April 2009 erhielt die Band eine feste Besetzung, nachdem Schlagzeuger Kevin Talley und Keyboarder Marco Sneck zur Band kamen. Daraufhin begannen die Arbeiten zum Debütalbum. Im Jahr 2010 ging die Band auf eine Europatournee zusammen mit Finntroll und Rotting Christ. Die Tour umfasste Auftritte in 25 Städten in 12 Ländern. Dadurch wurde Season of Mist auf die Band aufmerksam, worüber das Debütalbum Decadence Ende Januar 2012 erschien.

## Stil
Die Band spielt melodischen Death Metal, der an die frühen Werke von In Flames und Dark Tranquillity erinnert.

## Diskografie
- 2009: Antidote of Realism (EP, Eigenveröffentlichung)
- 2012: Decadence (Album, Season of Mist)